# Estação Ferroviária de Zanga
Zanga, antigamente chamada Vila Formosa, é uma interface ferroviária no Caminho de Ferro de Luanda na província de Malanje, em Angola. Em 2010, o antigo edifício de passageiros encontrava-se degradado, ao lado do novo. A arquitectura é parecida à das estações de Lombe e Dondo.

## Serviços
A interface é servida por comboios de longo curso no trajeto Musseques–Malanje.